# سيبيلا (أميرة ساكسن كوبورغ وغوتا)
الأميرة سيبيلا ساكس كوبورج وغوتا (18 يناير 1908 - 28 نوفمبر 1972) كانت والدة ملك السويدي الحالي كارل السادس عشر غوستاف وكانت عضو مجلس النواب لساكس كوبورج وغوتا، أصبحت سيبيلا أميرة سويدية عن طريق الزواج من الأمير غوستاف أدولف دوق الذي لم يعش في وراثة العرش السويدي.